# Монтуори, Карло
Ка́рло Монтуо́ри (итал. Carlo Montuori; 3 августа 1885, Казакаленда, Кампобассо, Италия — 5 марта 1968, Рим, Лацио, Италия) — итальянский кинооператор и режиссёр. Отец оператора Марио Монтуори.

## Биография
Учился Миланском политехническом институте и в Академии Брера, где изучал живопись. Работал фотографом на киностудиях «Комерио» и «Милано-фильм». В 1907 году дебютирует и как режиссёр и как оператор, которому впервые в Италии удалось применить искусственное освещение при съёмке в 1912 году. Во время Первой мировой войны был оператором на военно-морском флоте Италии. После войны работал техническим руководителем фирмы «Медуза-фильм». В 1925—1927 годах в Голливуде («Бен-Гур» и другие). Снял более ста пятидесяти картин с известными итальянскими режиссёрами, такими как: Блазетти, Камерини, Сольдати, Кьярини, Дзампа, Кастеллани, Джерми, Коменчини и, конечно, Де Сика.

## Избранная фильмография

### Оператор
- 1907 —  / Il cane riconoscente (к/м)
- 1914 —  / La conquista dei diamanti
- 1914 —  / La corsa all'abisso
- 1914 —  / Il portafoglio rosso (к/м)
- 1914 —  / Il rubino del destino
- 1914 — Бегство любовников / La fuga degli amanti
- 1915 —  / L'appetito vien mangiando (к/м)
- 1915 —  / La doppia ferita
- 1915 —  / L'impossibile (к/м)
- 1916 —  / La signorina Ciclone
- 1916 —  / Verso l'arcobaleno
- 1916 —  / La cattiva stella
- 1916 —  / Partita doppia
- 1916 —  / La pupilla riaccesa
- 1916 — Лея / Lea
- 1917 —  / Il re, le Torri e gli Alfieri
- 1917 — Такова жизнь / Così è la vita
- 1918 —  / Gli invasori (к/м)
- 1919 — Виа Долороса / La via dolorosa
- 1919 — Две розы / Le due rose
- 1919 —  / Incantesimo
- 1921 —  / Forse che sì forse che no
- 1921 — Сарацинка / Saracinesca
- 1925 — Бен-Гур / Ben-Hur
- 1926 — Последний лорд / L'ultimo lord
- 1930 — Нерон / Nerone
- 1931 — Воскресение / Resurrectio
- 1931 — Мать-земля / Terra madre
- 1931 —  / Die Pranke
- 1931 —  / L'uomo dall'artiglio
- 1932 —  / O la borsa o la vita
- 1932 — Трапеза бедных / La tavola dei poveri
- 1933 —  / La voce lontana
- 1933 —  / Non son gelosa
- 1933 —  / L'impiegata di papà
- 1933 —  / Le masque qui tombe
- 1933 —  / Un cattivo soggetto
- 1934 — На полной скорости / Tempo massimo
- 1934 —  / Il signore desidera?
- 1934 —  / Frutto acerbo
- 1934 —  / L'ultimo dei Bergerac
- 1934 — Вторая Б / Seconda B
- 1934 — Стадион / Stadio
- 1935 —  / L'eredità dello zio buonanima
- 1935 — Дам миллион / Darò un milione (с Отелло Мартелли)
- 1936 —  / Luci sommerse
- 1936 —  / Amo te sola
- 1936 — Тридцать секунд любви / 30 secondi d'amore
- 1936 — Танец часовых стрелок / La danza delle lancette
- 1937 —  / L'armata azzurra
- 1937 — Полководцы / Condottieri
- 1937 — Жестокий Саладин / Il feroce Saladino
- 1938 — Они похитили мужчину / Hanno rapito un uomo
- 1938 —  / Unsere kleine Frau
- 1938 —  / Per uomini soli
- 1938 —  / Orgoglio
- 1938 —  / L'ha fatto una signora
- 1938 —  / L'amor mio non muore!
- 1938 —  / Fuochi d'artificio
- 1938 —  / L'allegro cantante
- 1939 — Блондинка под замком / Bionda sotto chiave
- 1939 —  / Eravamo sette vedove
- 1939 —  / Frenesia
- 1940 —  / Pensaci Giacomino
- 1940 — Всё за женщину / Tutto per la donna
- 1940 — Рождение Саломеи / La nascita di Salomè
- 1940 — Дон Паскуале / Don Pasquale
- 1940 —  / Amore di ussaro
- 1940 —  / Addio, giovinezza!
- 1940 —  / Yó soy mi rival
- 1940 —  / Trappola d'amore
- 1940 —  / L'uomo del romanzo'
- 1941 — Маленький старинный мирок / Piccolo mondo antico
- 1941 — Пираты Малайзии / I pirati della Malesia
- 1941 — Два тигра / Le due tigri
- 1941 — Песня любви / L'amore canta
- 1942 —  / Sancta Maria
- 1942 — Да, синьора / Sissignora
- 1942 —  / Anime in tumulto
- 1942 —  / Via delle cinque lune
- 1942 —  / La fabbrica dell'imprevisto
- 1942 —  / La bella addormentata
- 1942 —  / La morte civile
- 1942 — Графиня ди Кастильоне / La contessa Castiglione
- 1943 —  / Non sono superstizioso... ma!
- 1943 — Генрих IV / Enrico IV
- 1943 —  / Tutta la vita in ventiquattr'ore
- 1943 —  / Addio, amore!
- 1943 —  / Gente dell'aria
- 1944 — Цирк Дза-Бум / Circo equestre Za-bum
- 1945 — Солнце Монтекассино / Il sole di Montecassino
- 1946 —  / Pronto chi parla?
- 1946 —  / Partenza ore 7
- 1946 — Мой сын профессор / Mio figlio professore
- 1946 — Альберго Луна, камера № 34 / Albergo Luna, camera 34
- 1947 —  / Vivere in pace
- 1947 —  / La primula bianca
- 1947 — Пропащий / Il passatore
- 1947 — Королевский курьер / Il corriere del re
- 1948 — Влюблённые без любви / Amanti senza amore
- 1948 — Сердце / Cuore
- 1948 — Утраченная молодость / Gioventù perduta
- 1948 — Трудные годы / Anni difficili
- 1948 — Похитители велосипедов / Ladri di biciclette
- 1949 — Ударить в набат / Campane a martello
- 1949 — Жена не может ждать / La sposa non può attendere
- 1949 — Оковы / Catene
- 1949 —  / Il falco rosso
- 1949 —  / Children of Chance
- 1950 —  / La portatrice di pane
- 1950 — Безграничные сердца / Cuori senza frontiere
- 1950 — Легче верблюду пройти сквозь игольное ушко... / È più facile che un cammello...
- 1951 — Чёрный капитан / Il capitano nero
- 1951 — Город защищается / La città si difende
- 1951 — Господа, в вагон! / Signori, in carrozza!
- 1951 — Мамочка моя, вот это да! / Mamma mia, che impressione!
- 1952 — Мечта о Зорро / Il sogno di Zorro
- 1952 — Лейтенант Джорджо / Il tenente Giorgio
- 1952 — Ванда, грешница / Wanda, la peccatrice
- 1952 — Другие времена / Altri tempi - Zibaldone n. 1
- 1952 —  / La fiammata
- 1952 —  / La nemica
- 1953 —  / Saluti e baci
- 1953 —  / Canzone appassionata
- 1953 — Что за подлецы мужчины! / Gli uomini, che mascalzoni!
- 1954 —  / Prima di sera
- 1954 — Пляж / La spiaggia
- 1954 — Хлеб, любовь и ревность / Pane, amore e gelosia
- 1954 — Один день в суде / Un giorno in pretura
- 1954 — Американец в Риме / Un americano a Roma
- 1954 — Золото Неаполя / L'oro di Napoli
- 1954 —  / Via Padova 46
- 1955 — Знак Венеры / Il segno di Venere
- 1955 — Последние пять минут / Gli ultimi cinque minuti
- 1956 — Девушка с улицы Венето / La ragazza di via Veneto
- 1956 — Крыша / Il tetto
- 1957 — Лиана — белая рабыня / Liane, die weiße Sklavin
- 1958 — Человек в коротких штанишках / L'amore più bello
- 1959 — Ребята и музыкальный автомат / Ragazzi del Juke-Box
- 1960 — Ужас красной маски / Il terrore della maschera rossa
- 1961 — Безупречные / Gli incensurati

### Режиссёр
- 1907 —  / Il cane riconoscente (к/м)

## Награды
- 1948 — премия «Серебряная лента» за лучшую операторскую работу («Похитители велосипедов»)